# Chris Poland
Chris Poland (* 1. prosince 1957) je americký kytarista. V roce 1984 se stal členem kapely Megadeth, ale zanedlouho spolupráci se skupinou přerušil. Vrátil se ještě roku 1985 a v kapele vydržel do roku 1987. Hrál na albech Killing Is My Business… And Business Is Good! (1985) a Peace Sells… but Who's Buying? (1986). Jako studiový hudebník s ní opět hrál v roce 2004, kdy nahrál kytarové party na desku The System Has Failed. V devadesátých letech hrál s projektem Damn the Machine a rovněž se začal věnovat vydávání sólových alb. Roku 2015 se podílel na albu Space Fusion Odyssey hudebníka Nika Turnera. Jako host hrál na nahrávkách skupin Lamb of God a Queensrÿche. Řadu let rovněž hraje se skupinou OHM.

## Sólová diskografie
- Return to Metalopolis (1990)
- Chasing the Sun (2000)